# Departament Północny
Departament Północny (Nord) – jeden z dziesięciu departamentów Haiti, położony w północnej części kraju. Zajmuje powierzchnię 2106 km² i jest zamieszkany przez 872 200 osób (szacunkowo, 2002). Jego stolicą jest Cap-Haïtien.
Departament dzieli się na 7 arrondissement:
1. l'Acul-du-Nord
2. Borgne
3. Cap-Haïtien
4. Grand-Rivière du Nord
5. le Limbé
6. Plaisance
7. Saint-Raphaël